# Julio Valle-Castillo
Julio Valle-Castillo, nikaragovski pesnik, slikar, romanopisec, esejist in umetnostni kritik, * 10. avgust 1952, Masaya, Nikaragva.

## Mladost in poklicna pot
Študiral je na univerzi Universidad Nacional Autónoma de México v Mehiki, smer latinoameriški jezik in književnost.  Svoje prve pesmi je objavil v 70. letih 20. stoletja v časopisni prilogi »La Prensa Literaria«, ki jo je takrat urejal Pablo Antonio Cuadra. Svojo prvo knjigo, »Las Armas Iniciales«, je izdal leta 1977. Kasneje je skupaj z Mayro Jimenez  služboval kot urednik »Poesíe Libre«, mesečne publikacije, ki je izhajala med sandinistično vladavino. 
Med letoma 2005-2007 je bil direktor Nikaragovskega inštituta za kulturo (Instituto Nicaragüense de Cultura). 
Trenutno je član Jezikovnega oddelka Nikaragovske akademije in Društva nikaragovskih pisateljev ter dopisnik Kraljeve španske akademije. 

## Dela
Objavljena 
- Las armas iniciales (1977)
- Las primeras notas del laúd (1977)
- Formas migratorias (1979)
- Materia jubilosa (1986)
- Ronda tribal para el nacimiento de Sandino (1981)
- Con los pasos cantados (1998)

Poezija
- Poetas modernistas de Nicaragua (1978)
- Rimbaud entre nosotros (1993)
- Poesía francesa / Traducciones nicaragüenses (1993);
- Hija del día / Artes poéticas nicaragüenses (1994);
- Nicaragua: cuentos escogidos (1998)
- Cuentos nicaragüenses (2002)

Eseji
- El inventario del paraíso (1986)
- La catedral de León de Nicaragua (2000)
- Las humanidades de la poesía nicaragüense (2001)

Roman
- Réquiem en Castilla del Oro (1966)